# Benoitia agraulosa
Benoitia agraulosa är en spindelart som först beskrevs av Wang 1991.  Benoitia agraulosa ingår i släktet Benoitia och familjen trattspindlar. Inga underarter finns listade.